# Riley (Kansas)
Pour les articles homonymes, voir Riley.
Riley est une municipalité américaine située dans le comté du même nom au Kansas.
Lors du recensement de 2010, sa population est de 939 habitants. La municipalité s'étend alors sur une superficie de 0,48 mille carré (1,24 km2).
Riley est fondée en 1871 et porte d'abord le nom d'Union. Le bureau de poste de Riley ouvre en 1888, lorsqu'il est déplacé depuis Riley Centre (ouvert en 1870). À la différence de son comté, Riley serait nommée d'après un Irlandais travaillant par le chemin de fer.